# Tegalombo (Kauman)
Tegalombo is een bestuurslaag in het regentschap Ponorogo van de provincie Oost-Java, Indonesië. Tegalombo telt 2577 inwoners (volkstelling 2010).